# Broken Shadows
Broken Shadows è un album discografico del musicista jazz statunitense Ornette Coleman inciso nel 1971-1972, ma pubblicato su etichetta Columbia solo nel 1982.
L'album venne registrato presso il Columbia Studio E di New York, il 9 settembre 1971 (tracce 1-5), e il 7 & 8 settembre 1972 (tracce 6-8).

## Tracce
1. Happy House – 9:50
2. Elizabeth – 10:30
3. School Work – 5:40
4. Country Town Blues – 6:27
5. Broken Shadows – 6:45
6. Rubber Gloves – 3:26
7. Good Girl Blues – 3:07
8. Is It Forever – 4:52

## Formazione
- Ornette Coleman - sax alto, tromba, violino
- Don Cherry - cornetta (tracce 1, 2, 4 & 5)
- Bobby Bradford (tracce 1-3 & 5) - tromba
- Dewey Redman - sax tenore, suona (tracce 1-3 & 5-8)
- Charlie Haden - contrabbasso
- Billy Higgins (tracce 1, 2, 4 & 5), Ed Blackwell (tracce 1-3 & 5-8) - batteria
- Jim Hall - chitarra (tracce 7 & 8)
- Cedar Walton - pianoforte (tracce 7 & 8)
- Webster Armstrong - voce (tracce 7 & 8)